# Joseph B. Kershaw
Joseph Brevard Kershaw (Camden (South Carolina), 5 januari 1822 - aldaar, 13 april 1894) was een generaal die vocht in de Amerikaanse Burgeroorlog.

## Beginjaren
Kershaw studeerde rechten en werd in 1843 toegelaten tot de balie. Van 1852 tot 1856 zetelde hij in de senaat van South Carolina. Hij vocht in de Mexicaans-Amerikaanse Oorlog, maar viel zwaar ziek en mocht naar huis terugkeren.

## Amerikaanse Burgeroorlog
Bij de uitbraak van de Amerikaanse Burgeroorlog voerde Kershaw het bevel over het tweede regiment vrijwillige infanterie van South Carolina en hij vocht ermee in de Eerste Slag bij Bull Run. Het regiment was aanwezig op Morris Island bij de Aanval op Fort Sumter.
Op 13 februari 1862 werd hij bevorderd tot brigadegeneraal. Hij kreeg het bevel over een brigade in de Army of Northern Virginia van Robert E. Lee.
Hij vocht ermee in de Schiereilandveldtocht en de Veldtocht in noordelijk Virginia en de Marylandveldtocht. In de Slag bij Fredericksburg nam hij na de dood van brigadegeneraal Thomas Reade Rootes Cobb diens bevel over en sloeg hij de laatste twee aanvallen van de noordelijken op Marye's Heights af.
Het jaar daarna vocht hij in de Slag bij Gettysburg. Hij werd samen met het legerkorps van luitenant-generaal James Longstreet overgeplaatst naar het westelijk front. Hij vernietigde de rechterflank van de noordelijken in de Slag bij Chickamauga.
Na het ontslag van generaal Lafayette McLaws na de Knoxvilleveldtocht kreeg Kershaw het bevel over diens divisie. Nadat Longstreet teruggekeerd was naar Virginia, voerde Kershaw het bevel over een divisie in de Slag in de Wildernis, de Slag bij Spotsylvania Court House en de Slag bij Cold Harbor.
In 1864 vocht hij in de Shenandoahvallei tegen generaal-majoor Philip Sheridan. Na de evacuatie van Richmond (Virginia) maakten zijn mannen deel uit van het legerkorps van luitenant-generaal Richard S. Ewell. Op 6 april 1865 werd hij in de Slag bij Sayler's Creek gevangengenomen.

## Na de oorlog
Na de oorlog keerde Kershaw terug naar South Carolina en in 1865 werd hij verkozen tot voorzitter van de senaat van de staat South Carolina. Hij zetelde van 1877 tot 1893 als rechter in het Circuit Court. In 1894 werd hij postmeester te Camden. Dit bleef hij tot zijn dood.

## Militaire loopbaan
- First Lieutenant:
- Colonel (CSA): 1861[9]
- Brigadier General (CSA): 13 februari 1862
- Major general (CSA): 18 mei 1864[10]